# 연소열
연소열(燃燒熱, 영어: heat of combustion)은 일반적으로 어떤 물질 1몰 또는 1g이 완전히 연소될 때 방출되는 열의 양이다. 에너지 값(영어: energy value) 또는 칼로리 값(영어: calorific value)이라고도 한다.
연소열은 물질이 표준 상태에서 산소와 함께 완전 연소될 때 열로 방출되는 에너지의 총량이다. 화학 반응은 일반적으로 탄화수소나 다른 유기 분자가 산소와 반응하여 이산화 탄소와 물을 생성하고 열을 방출하는 것이다. 연소열은 다음과 같이 양적으로 표현될 수 있다.
- 에너지/연료의 몰
- 에너지/연료의 질량
- 에너지/연료의 부피

## 같이 보기
- 표준 몰 엔트로피
- 표준 생성 엔탈피